# Brainville (Meurthe-et-Moselle)
Brainville é uma comuna francesa na região administrativa de Grande Leste, no departamento de Meurthe-et-Moselle. Estende-se por uma área de 9,92 km². Em 2010 a comuna tinha 166 habitantes (densidade: 16,7 hab./km²).